# Supercoupe d'Islande de football 1980 à 1989
Cette page présente les résultats de la Supercoupe d'Islande de football entre 1980 et 1989.
Cette compétition se dispute sous la forme d'un match unique, joué avant le début de la saison de championnat de Urvalsdeild, le plus souvent au Laugardalsvöllur, à Reykjavik.
Les 2 clubs participants sont le champion d'Islande de la saison précédente et le vainqueur de la Coupe d'Islande. Si un club réalise le doublé Coupe-Championnat, c'est le finaliste de la Coupe qui l'affronte lors de la Supercoupe.

## 1980
| 18 juin 1980 | ÍBV Vestmannaeyjar (champion) | 0 - 0 4 - 3 tab | Fram Reykjavik (vainqueur de la Coupe) | Laugardalsvöllur, Reykjavik |  |
|              |                               |                 |                                        |                             |  |
|              | (Rapport)                     |                 |                                        |                             |  |

## 1981
| 9 juillet 1981 | Fram Reykjavik (vainqueur de la Coupe) | 1 - 0 | Valur Reykjavik (champion) | Laugardalsvöllur, Reykjavik |  |
|                |                                        |       |                            |                             |  |
|                | (Rapport)                              |       |                            |                             |  |

## 1982
| 16 juin 1982 | Vikingur Reykjavik (champion)       | 2 - 0 | ÍBV Vestmannaeyjar (vainqueur de la Coupe) | Laugardalsvöllur, Reykjavik |
|              | Gunnar Gunnarsson · Heimir Karlsson |       |                                            |                             |
|              | (Rapport)                           |       |                                            |                             |

## 1983
| 14 mai 1983 | Vikingur Reykjavik (champion)                           | 2 - 0 | ÍA Akranes (vainqueur de la Coupe) | Kópavogsvöllur, Kopavogur |
|             | Adalsteinn Adalsteinsson 53e · Johann Thorvardarson 71e |       |                                    |                           |
|             | (Rapport)                                               |       |                                    |                           |

## 1984
| 12 mai 1984 | ÍBV Vestmannaeyjar (finaliste de la Coupe) | 2 - 1 | ÍA Akranes (champion et vainqueur de la Coupe) | Melavöllur, Reykjavik |  |
|             |                                            |       |                                                |                       |  |
|             | (Rapport)                                  |       |                                                |                       |  |

## 1985
| 10 mai 1985 | Fram Reykjavik (finaliste de la Coupe)                              | 3 - 2 a.p | ÍA Akranes (champion et vainqueur de la Coupe) | Kópavogsvöllur, Kopavogur |  |
|             | Kristinn Jonsson 77e · Guðmunður Torfason 108e · Omar Torfason 119e |           | Sigurður Larusson 15e · Horður Johannsson 96e  |                           |  |
|             | (Rapport)                                                           |           |                                                |                           |  |

## 1986
| 11 mai 1986 | Fram Reykjavik (vainqueur de la Coupe)            | 2 - 0 | Valur Reykjavik (champion) | Kópavogsvöllur, Kopavogur |  |
|             | Arnljotur Davidsson 27e · Guðmunður Steinsson 30e |       | Guðni Bergsson 71e         |                           |  |
|             | (Rapport)                                         |       |                            |                           |  |

## 1987
| 16 mai 1987 | ÍA Akranes (vainqueur de la Coupe) | 2 - 0 | Fram Reykjavik (champion) | Akranesvöllur, Akranes |
|             | Thrandur Sigurdsson 28e, 54e       |       |                           |                        |
|             | (Rapport)                          |       |                           |                        |

## 1988
| 12 mai 1988 | Valur Reykjavik (champion)                                      | 4 - 3 a.p. | Fram Reykjavik (vainqueur de la Coupe)    | Laugardalsvöllur, Reykjavik |  |
|             | Jon Gunnar Bergs 36e, 90e, 103e · Hilmar Sighvatsson 62e (pen.) |            | Petur Ormslev 39e (pen.), 72e (pen.), 80e |                             |  |
|             | (Rapport)                                                       |            |                                           |                             |  |

## 1989
| 16 mai 1989 | Fram Reykjavik (champion)             | 3 - 1 | Valur Reykjavik (vainqueur de la Coupe) | Laugardalsvöllur, Reykjavik |  |
|             | Guðmunður Steinsson , · Omar Torfason |       | Atli Eðvaldsson pen                     |                             |  |
|             | (Rapport)                             |       |                                         |                             |  |